# 格鲁布
格鲁布（德語：Grub）是德国图林根州的市镇，隶属于希尔德布格豪森县。总面积为4.49平方千米，截至2023年12月31日总人口为140人。